# Spółdzielczość rolnicza w II Rzeczypospolitej
Spółdzielczość rolnicza w II Rzeczypospolitej – dobrowolne zrzeszenie rolników, powstałe w celu podejmowania wspólnych przedsięwzięć gospodarczych, produkcyjnych, oświatowych i kulturalnych, opartych wyłącznie na pracy członków. Spółdzielnie działały na podstawie ustaw, statutów oraz regulacyjnej funkcji państwa.

## Początki spółdzielni rolniczych
Pierwsze spółki rolnicze pojawiły się w XVIII w., jako organizacje drobnego kredytu, w których tkwiły pierwiastki spółdzielcze. Rozwój spółdzielni rolniczych rozpoczął się w drugiej połowie XIX w. z różnym tempem w poszczególnych dzielnicach Polski. Na uwagę zasługują początki pracy rolniczo-spółdzielczej Stanisława Staszica przypadające na 1816 r., kiedy utworzono Towarzystwo Rolnicze Hrubieszowskie.
Cechą charakterystyczna spółdzielczości rolniczej było występowanie różnorodnych form organizacyjnych, które zdobyły sobie uznanie w środowisku wiejskim. Głoszone przez ruch spółdzielczy ideały zawierały w sobie zarówno formy samopomocy czy samoorganizacji, jak również samoobrony przed niekorzystnymi zjawiskami występującymi w rolnictwie. Kolejną cechą spółdzielczości było, że powstawał jak ruch oddolny, który umożliwiał zorganizowanie różnych form działalności, oczekiwanych przez środowisko wiejskie. Początkowo wśród rolników duże uznanie zdobyły sobie spółdzielnie pożyczkowe, które chroniły przed lichwą, tak uciążliwą dla społeczeństwa wiejskiego.
Najwcześniej rozwinął się ruch spółdzielczości w zaborze pruskim. Począwszy od lat 60. XIX w. zaczęły powstawać liczne polskie spółdzielnie kredytowe, dla których utworzono w 1871 r. Związek Spółek Zarobkowych i Gospodarczych w Poznaniu.
Odmienny charakter przybrał rozwój spółdzielczości w zaborze austriackim, gdzie obok spółdzielni kredytowych typu wszechstronnego, tzw. towarzystw zaliczkowych, rozwijały się drobne kasy spółek oszczędności i pożyczek typu Raiffeisena, przeniesionych potem na teren Małopolski przez Franciszka Stefczyka.
W zaborze rosyjskim nie było warunków dla rozwoju spółdzielczości. Rząd rosyjski patrzył z nieufnością na wszelkie poczynania natury społecznej, tworząc dla ruchu społecznego przeszkody natury prawnej. Dopiero od 1906 r. nastąpiła względna swoboda w sprawie zakładania związków spółdzielczych.

## Regulacje prawne w zakresie spółdzielczości
Formy spółdzielczości rolniczej były odmiennie regulowane pod zaborami. W zaborze pruskim obowiązywały ustawy o spółdzielniach uchwalone w 1867 r. Z kolei w zaborze austriackim podobne ustawy pojawiły się w 1873 r., zaś w najwolniej modernizującym się zaborze rosyjskim, dopiero w 1906 r.
W pierwszym okresie po odzyskaniu niepodległości przez Polskę w 1918 r. wystąpiły trudności w funkcjonowaniu spółdzielczości, które brały się właśnie z występowania odmiennego prawa na terenach byłych zaborów. W 1919 r. przyjęto dekret w przedmiocie zatwierdzania statutów zrzeszeń handlowo-przemysłowych o kapitale zmiennym, który swym zakresem obejmował tylko ziemie byłego zaboru rosyjskiego. Początkiem regulacji prawnych w zakresie spółdzielczości było uchwalenie przez pierwszy Sejm Polski w 1920 r. ustawy o spółdzielniach, która objęła teren całego Państwa Polskiego i z niewielkimi zmianami funkcjonowały przez okres międzywojenny. Ustawa z 1920 r. dała formalną definicję spółdzielni i ustaliła szczegółowo zasady zakładania spółdzielni oraz sposób dokonywania rewizji działalności spółdzielni. Przepisy ustawy zagwarantowały stosowanie podstawowych tzw. zasad roczdelskich, takich jak: 1. otwarte członkostwo, 2. ustrój demokratyczny (jeden członek – jeden głos), 3. neutralność religijna i polityczna, 4. ograniczone oprocentowanie kapitału, 5. sprzedaż tylko za gotówkę, 6. udział członka w nadwyżce proporcjonalnie do świadczeń oraz 7. działalność oświatowa.
W celu współdziałania z rządem w zakresie spraw spółdzielczych ustawa przewidywała utworzenie Państwowej Rady Spółdzielczej przy Ministerstwie Skarbu. Rada składała się z członków, powoływanych przez Ministra Skarbu spośród kandydatów, przedstawianych przez związki rewizyjni i izby rolnicze oraz z delegatów 7 ministerstw. Przewodniczącego Państwowej Rady Spółdzielczej wyznaczał Minister Skarbu Państwa, określając jego kompetencji i zakres obowiązków.
W 1922 r. przyjęto ustawę o łączeniu się spółdzielni, w której wskazano, że połączenie następuje przez uchwały walnych zgromadzeń łączących się spółdzielni i przyjęcie jednolitego statutu nowej spółdzielni.
Ustawa z 1934 r. uzyskała jednolite brzmienie w postaci obwieszczenia Ministra Skarbu. Według ustawy za spółdzielnię uważano zrzeszenie o nieograniczonej liczbie osób, o zmiennym kapitale i składzie osobowym, mającą na celu podniesienie zarobku lub gospodarstwa członków przez prowadzenie wspólnego przedsiębiorstwa. Spółdzielnia służyła do wykonywania zadań gospodarczych, a jednocześnie miała na celu podnoszenie poziomu kulturalnego swoich członków.

## Spółdzielnie rolnicze w okresie międzywojennym
Po odzyskaniu niepodległości w 1918 r. pierwszym zadaniem rządu było objęcie spółdzielni przez centrale i związki spółdzielni oraz uporządkowanie ich gospodarki. W 1918 r. odbyła się w Lublinie pierwsza konferencja działaczy polskiej spółdzielczości, która omówiła i ustaliła zasady konsolidacji ruchu spółdzielczego, a w szczególności przyjęła wytyczne ustawodawstwa spółdzielczego. Na zjeździe powołano Spółdzielczy Instytut Badawczy, który w 1920 r. rozpoczął swoją działalność.
W wyniku wewnętrznych przemian w polskim ruchu spółdzielczym w 1924 r. doszło do wykształcenia trzech dużych ugrupowań:
- Zjednoczenie Związków Spółdzielni Rolniczych grupujących wokół siebie związki spółdzielnie hołdujące ideologii Raiffeisena, potem Franciszka Stefczyka wraz z Centralną Kasę Spółek Rolniczych,
- Unię Związków Spółdzielczych skupiającą związki i spółki systemu Schulzego wraz z Bankiem Związku Spółek Zarobkowych,
- Związek Spółdzielni Spożywczych, które zrzeszały spółdzielnie spożywcze systemu rochdalskiego.

W 1935 r. Zjednoczenie weszło w skład Związku Spółdzielni Rolniczych i Zarobkowo-Gospodarczych Rzeczypospolitej Polskiej, co nie zmieniło charakteru działalności.
W ramach organizacji gospodarczej wsi powstawały następujące rodzaje spółdzielni:
- kredytowe, w tym oszczędnościowo-pożyczkowe,
- zbytu i zakupu (rolniczo-handlowe),
- przetwórcze (mleczarskie i jajczarskie, serowarskie, przechowalnie i przetwórnie owoców i warzyw, gorzelnie itp.),
- spożywców (rolniczo-spożywcze),
- różne (pracy, rzemieślnicze, chałupnicze itp.).

Rząd przywiązywał dużą uwagę do ruchu spółdzielczego, czego wyrazem było wspieranie spółdzielni rolniczych poprzez:
- kredyty państwowe udzielanie spółkom i ich centralom,
- ulgi podatkowe przyznawane poprzez system ustaw podatkowych,
- subwencje na cele spółdzielni rolniczych udzielane związkom patronackim i organizacjom rolniczo-społecznym,
- przyjęte prawodawstwo dotyczące spółdzielczości, normujące życie wśród działaczy związkowych.

## Zjednoczenie Związków Spółdzielni Rolniczych RP
Zjednoczenie Związków Spółdzielni Rolniczych było związkiem związków, jako nadbudowa dla samodzielnych związków i central w nich zrzeszonych. Według statutu zadaniem Zjednoczenia było: reprezentacja, obrona i popieranie wspólnych interesów spółdzielczości rolniczej w Polsce, ustalanie głównych zasad i kierunku pracy ruchu spółdzielczo-rolniczego oraz jego stosunku do innych typów spółdzielczych, propaganda ruchu spółdzielczo-rolniczego, wydawanie organu urzędowego i innych wydawnictw czy prowadzenie statystyki organizacji związkowych. Zadaniem Zjednoczenia Związków Spółdzielni Rolniczych było podniesienie materialnego i kulturalnego rolników poprzez popierane działalności i rozwoju spółdzielczości w środowisku wiejskim Członkami Zjednoczenia były związki patronackie i centrale gospodarcze spółdzielni rolniczych. Organami Zjednoczenia była Ogólna Rada i Wydział z Sekretariatem.
Związki patronackie były dobrowolnym zrzeszeniem spółdzielni, mającym za zadanie:
- przeprowadzanie rewizji spółdzielni związkowych z ramienia państwa, na podstawie specjalnego upoważnienia Państwowej Rady Spółdzielczej przy Ministerstwie Skarbu;
- wykonywanie opieki nad tymi spółdzielniami, doskonalenie ich pracy, oraz popieranie rozwoju spółdzielczości i krzewienie myśli spółdzielczej wszelkimi przez prawo dozwolonymi środkami.

Według danych Rocznika Statystycznego Spółdzielni Rolniczych za 1925 r. do Zjednoczenia Związków Spółdzielni Rolniczych RP należało 7 związków rewizyjnych i 8 central spółdzielczych:
| Nazwa i siedziba                                              | Zakres działania wg województw                                                                           | Zakres opieki i kontroli nad spółdzielniami rolniczymi            |
| Krajowy Patronat Spółdzielni Rolniczych we Lwowie             | Krakowskie, lwowskie, Stanisławowskie, Kieleckie                                                         | oszczednościowo-pożyczkowe i mleczarskie,                         |
| Związek Rewizyjny Spółdzielni Rolniczych w Krakowie           | Krakowskie, lwowskie, śląskie                                                                            | rolniczo-handlowe i inne                                          |
| Związek Rewizyjny Spółdzielni Rolniczo-Handlowych we Lwowie   | lwowskie, stanisławowskie, tarnopolskie                                                                  | rolniczo-handlowe i inne                                          |
| Związek Rewizyjny Polskich Spółdzielni Rolniczych w Warszawie | kieleckie, białostockie, lubelskie, łódzkie, nowogródzkie, poleskie, warszawskie, wileńskie i wołyńskie, | oszczędnościowo-pożyczkowe, mleczarskie, rolniczo-handlowe i inne |
| Związek Spółek Rolniczych w Księstwie Cieszyńskim             | śląskie (2 powiaty)                                                                                      | oszczędnościowo-pożyczkowe i inne,                                |
| Związek Polsko-Śląskich Spółdzielni Raiffeisena w Katowicach  | śląskie (8 powiatów)                                                                                     | oszczędnościowo-pożyczkowe i inne,                                |
| Związek Rewizyjny Spółdzielni Rolniczych w Toruniu            | pomorskie                                                                                                | oszczędnościowo-pożyczkowe, rolniczo-handlowe,                    |

Charakterystyka spółdzielni według ich rodzajów wskazuje, że najwięcej było spółdzielni oszczędnościowo-pożyczkowych (75,7%) i spółdzielni mleczarskich (14,3%).
| Nazwa i siedziba                                              | Rok założenia | Liczba spółdzielni | Liczba członków | Liczba spóldzielni wg rodzajów | Liczba spóldzielni wg rodzajów | Liczba spóldzielni wg rodzajów | Liczba spóldzielni wg rodzajów |
| Nazwa i siedziba                                              | Rok założenia | Liczba spółdzielni | Liczba członków | Oszczedościowo-pożyczkowych    | Mleczarskich                   | Rolniczo – handlowych          | Inne                           |
| Krajowy Patronat Spółdzielni Rolniczych we Lwowie             | 1899          | 996                | 109 805         | 903                            | 93                             | –                              | –                              |
| Związek Rewizyjny Spółdzielni Rolniczych w Krakowie           | 1922          | 55                 | 35 212          | –                              | –                              | 39                             | 16                             |
| Związek Rewizyjny Spółdzielni Rolniczo-Handlowych we Lwowie   | 1918          | 30                 | 5 150           | –                              | –                              | 26                             | 4                              |
| Związek Rewizyjny Polskich Spółdzielni Rolniczych w Warszawie | 1917          | 666                | 153 972         | 398                            | 189                            | 75                             | 4                              |
| Związek Spółek Rolniczych w Księstwie Cieszyńskim             | 1921          | 135                | 6 525           | 131                            | –                              | –                              | 4                              |
| Związek Polsko-Śląskich Spółdzielni Raiffeisena w Katowicach  | 1909          | 79                 | 18105           | 54                             | –                              | –                              | 25                             |
| Związek Rewizyjny Spółdzielni Rolniczych w Toruniu            | 1925          | 7                  | 1859            | 3                              | –                              | –                              | –                              |
| Razem                                                         |               | 1968               | 340658          | 1489                           | 282                            | 144                            | 53                             |

## Spółdzielnie rolnicze na tle ogólnej liczby spółdzielni w Polsce
Według danych rocznika statystycznego z 1939 r. łącznie w Polsce występowało 13 741 spółdzielni. Natomiast do spółdzielni typowo rolniczych można zaliczyć spółdzielnie rolniczo-spożywcze (3027, tj. 23,3%), spółdzielnie rolniczo-handlowe (453, tj. 3,4%), spółdzielnie mleczarskie (1475, tj. 10,7%) oraz 3077 (27,0%) wyłącznie rolniczych spółdzielni kredytowych, co łącznie w skali kraju dawało udział na poziomie 63,6%.
Z kolei przeprowadzona analiza spółdzielczości według liczby członków w ujęciu grup zawodowych prowadzi do wniosku, że to rolnicy stanowili dominującą grupę członków, czyli 2173 tyś (71,1%). Spośród nich najwięcej członków należało do spółdzielni kredytowych – 1017 tys. (46,0%) obejmujących także wieś, w tym 726 tys. (71,4%) wyłącznie rolniczych spółdzielni kredytowych, 596 tys. (27,4%) do spółdzielni mleczarskich, 315 tys. (14,5%) do spółdzielni rolniczo-spożywczych oraz 65 tys. (3,30%) do spółdzielni rolniczo-handlowych.
Według danych rocznika statystycznego liczba spółdzielni w latach 1928–1938 przedstawiała się następująco:
| Rok           | Ogółem | Rodzaje spółdzielni | Rodzaje spółdzielni | Rodzaje spółdzielni | Rodzaje spółdzielni | Rodzaje spółdzielni | Rodzaje spółdzielni | Rodzaje spółdzielni | Rodzaje spółdzielni |
| Rok           | Ogółem | Spożywcze           | Rolniczo-spożywcze  | Rolniczo-handlowe   | Mleczarskie         | Kredytowe ogółem    | w tym rolnicze      | Mieszkaniowe        | Inne                |
| 1928          | 10212  | 1185                | 2022                | 339                 | 1430                | 4586                |                     | 167                 | 483                 |
| 1929          | 11189  | 1231                | 2524                | 355                 | 1362                | 5025                | 3304                | 208                 | 484                 |
| 1930          | 11834  | 1325                | 2756                | 387                 | 1331                | 5350                | 3455                | 233                 | 452                 |
| 1931          | 11971  | 1280                | 2755                | 403                 | 1364                | 5440                | 3572                | 230                 | 499                 |
| 1932          | 11722  | 1236                | 2627                | 373                 | 1288                | 5437                | 3551                | 253                 | 508                 |
| 1933          | 11669  | 1253                | 2580                | 378                 | 1275                | 5490                | 3602                | 189                 | 504                 |
| 1934          | 11101  | 1310                | 2532                | 344                 | 1167                | 5153                | 3510                | 214                 | 381                 |
| 1935          | 11402  | 1391                | 2586                | 352                 | 1216                | 5243                | 3535                | 216                 | 398                 |
| 1936          | 12004  | 1552                | 2659                | 392                 | 1323                | 5423                | 3649                | 235                 | 420                 |
| 1937          | 12860  | 1804                | 2973                | 410                 | 1408                | 5517                | 3886                | 252                 | 496                 |
| 1938          | 13741  | 2137                | 3027                | 453                 | 1475                | 5597                | 3707                | 261                 | 611                 |
| W % 1938/1928 | 132,8  | 180,3               | 149,7               | 133,6               | 103,1               | 122,1               | 112,2               | 156,3               | 126,5               |

Liczba członków spółdzielni według występujących rodzajów przedstawiła się następująco (w tys.).
| Rok           | Ogółem | Rodzaje spółdzielni | Rodzaje spółdzielni | Rodzaje spółdzielni | Rodzaje spółdzielni | Rodzaje spółdzielni | Rodzaje spółdzielni | Rodzaje spółdzielni | Rodzaje spółdzielni |
| Rok           | Ogółem | Spożywcze           | Rolniczo-spożywcze  | Rolniczo-handlowe   | Mleczarskie         | Kredytowe ogółem    | w tym rolnicze      | Mieszkaniowe        | Inne                |
| 1928          | 2475   | 519                 | 252                 | 98                  | 211                 | 1320                |                     | 12                  | 63                  |
| 1929          | 2733   | 514                 | 301                 | 94                  | 228                 | 1514                | 641                 | 17                  | 65                  |
| 1930          | 2910   | 514                 | 312                 | 92                  | 244                 | 1668                | 743                 | 21                  | 59                  |
| 1931          | 2857   | 464                 | 305                 | 87                  | 270                 | 1655                | 772                 | 19                  | 57                  |
| 1932          | 2740   | 418                 | 287                 | 69                  | 272                 | 1628                | 764                 | 17                  | 49                  |
| 1933          | 2628   | 355                 | 292                 | 59                  | 306                 | 1553                | 750                 | 15                  | 48                  |
| 1934          | 2566   | 312                 | 307                 | 61                  | 365                 | 1469                | 758                 | 15                  | 37                  |
| 1935          | 2668   | 311                 | 319                 | 61                  | 438                 | 1479                | 762                 | 22                  | 38                  |
| 1936          | 2804   | 333                 | 326                 | 64                  | 543                 | 1471                | 774                 | 22                  | 45                  |
| 1937          | 3016   | 366                 | 353                 | 76                  | 626                 | 1515                | 813                 | 22                  | 58                  |
| W % 1937/1928 | 121,8  | 70,5                | 140                 | 77,6                | 296,7               | 114,8               | 126,8               | 183,3               | 92,1                |

Charakterystyka spółdzielni w układzie wojewódzkim według stanu z 1937 r. wykazała, że największa liczba spółdzielni występowała w woj. lwowskim (530), tarnopolskim (325) oraz stanisławowskim (288).
| Województwo     | Ogółem | Rodzaje spółdzielni | Rodzaje spółdzielni | Rodzaje spółdzielni | Rodzaje spółdzielni | Rodzaje spółdzielni | Rodzaje spółdzielni | Rodzaje spółdzielni | Rodzaje spółdzielni |
| Województwo     | Ogółem | Spożywcze           | Rolniczo-spożywcze  | Rolniczo-handlowe   | Mleczarskie         | Kredytowe ogółem    | w tym rolnicze      | Mieszkaniowe        | Inne                |
| M. St. Warszawa | 72     | 9                   | –                   | –                   | –                   | 52                  | –                   | 9                   | 2                   |
| Warszawskie     | 172    | 36                  | –                   | 4                   | 53                  | 77                  | 55                  | –                   | 2                   |
| Łodzkie         | 139    | 43                  | –                   | 4                   | 28                  | 62                  | 31                  | 1                   | 1                   |
| Kieleckie       | 175    | 45                  | 1                   | 6                   | 35                  | 85                  | 50                  | –                   | 3                   |
| Lubelskie       | 180    | 51                  | 8                   | 6                   | 52                  | 60                  | 45                  | 1                   | 2                   |
| Białostockie    | 98     | 18                  | –                   | 6                   | 20                  | 53                  | 34                  | –                   | 1                   |
| Wileńskie       | 91     | 14                  | –                   | 2                   | 18                  | 56                  | 37                  | –                   | 1                   |
| Nowogródzkie    | 80     | 15                  | –                   | 5                   | 13                  | 47                  | 32                  | –                   | –                   |
| Poleskie        | 64     | 10                  | 4                   | 2                   | 14                  | 34                  | 25                  | –                   | –                   |
| Wołyńskie       | 170    | 9                   | 44                  | 4                   | 40                  | 69                  | 50                  | –                   | 4                   |
| Poznańskie      | 162    | 23                  | –                   | 10                  | 17                  | 104                 | 19                  | 3                   | 5                   |
| Pomorskie       | 105    | 11                  | –                   | 9                   | 16                  | 62                  | 21                  | 2                   | 5                   |
| Śląskie         | 82     | 28                  | –                   | 1                   | 1                   | 49                  | 16                  | 1                   | 2                   |
| Krakowskie      | 283    | 16                  | 14                  | 15                  | 51                  | 179                 | 112                 | 2                   | 6                   |
| Lwowskie        | 530    | 21                  | 97                  | 2                   | 108                 | 283                 | 150                 | 3                   | 16                  |
| Stanisławowskie | 288    | 9                   | 89                  | –                   | 76                  | 109                 | 65                  | –                   | 5                   |
| Tarnopolskie    | 325    | 8                   | 96                  | –                   | 84                  | 134                 | 71                  | –                   | 3                   |
| Razem           | 3016   | 366                 | 353                 | 76                  | 626                 | 1515                | 813                 | 22                  | 58                  |